# کریستف سولاری
 کریستف سولاری (انگلیسی: Cristoforo Solari؛ ۱۴۶۰ – ۱۵۲۷) یک مجسمه‌ساز، و معمار اهل ایتالیا بود.